# 福克縣 (南達科他州)
福克縣（英語：Faulk County）是美國南達科他州東部的一個縣。面積2,605平方公里。根据美國2000年人口普查，共有人口2,460人。縣治福克頓 （Faulkton）。
成立於1873年1月8日，縣政府成立於1883年11月5日。縣名紀念揚克頓市長、達科他準州州長。安德魯·傑克遜·福克。